# Holocaust a Lituània

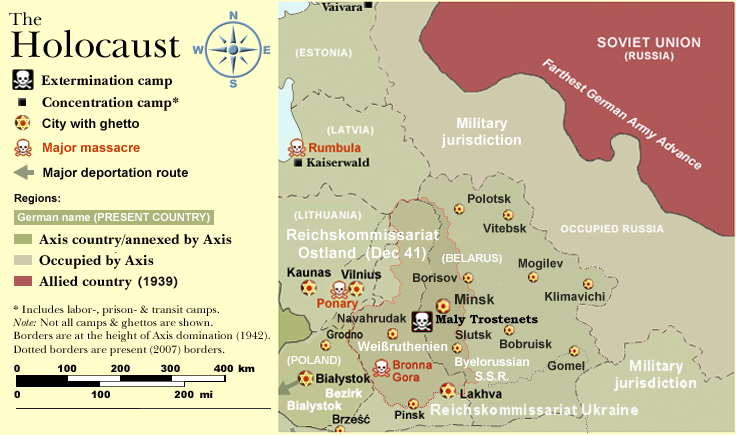
Mapa de l'Holocaust a Reichskommissariat Ostland (que incloïa Lituània).

L'Holocaust a Lituània va ser un genocidi provocat durant l'ocupació dels nazis que va comportar la destrucció quasi total dels litvaks o jueus lituans,  que vivien en els territoris de Lituània controlats pel nazisme (Generalbezirk Litauen de Reichskommissariat Ostland). Dels aproximadament 208.000 a 210.000 jueus, uns 195.000 o 196.000 van ser assassinats abans d'acabar la Segona Guerra Mundial –de vegades es publiquen estimacions més altes–; la majoria entre juny i desembre de 1941. L'Holocaust va provocar la més gran pèrdua de vides a l'espai de temps més curt en la història de Lituània.
Els esdeveniments que van tenir lloc a les primeres setmanes més tard de la invasió alemanya en les regions de l'oest de l'URSS ocupades per l'Alemanya nazi, inclosa Lituània, van marcar la intensificació de l'Holocaust.
Una peça important de l'Holocaust a Lituània va ser el fet que l'administració invasora nazi animés l'antisemitisme, ja que va culpar la comunitat jueva de la recent annexió de Lituània per part del règim soviètic un any abans. Un altre factor significatiu va ser la gran importància que el pla dels nazis va atorgar a l'ordenació física, la preparació i l'execució de les seves ordres per part de les tropes auxiliars locals del règim d'ocupació nazi.

## Antecedents
La Unió Soviètica va envair, va ocupar i posteriorment va annexar Lituània el 1940. La invasió alemanya de la Unió Soviètica, el 22 de juny de 1941, es va produir després d'un any d'ocupació soviètica que havia culminat en deportacions massives a través dels països bàltics solament una setmana abans de la invasió. Els alemanys van ser rebuts com a alliberadors i van aconseguir el suport de la milícia irregular lituana en contra de la retirada de les forces soviètiques. Alguns lituans pensaven que Alemanya permetria el restabliment de la independència del país.
Amb l'objectiu de pacificar als alemanys, algunes persones mostraven sentiments significatius antisemites. L'Alemanya nazi, que s'havia apoderat dels territoris lituans el primer dia de l'ofensiva, va aprofitar aquesta situació per avantatjar-se i, de fet, els primers dies va permetre que s'establís un Govern Provisional Lituà pel Front Activista Lituà. Durant un breu període semblava que els alemanys es disposaven a concedir una autonomia significativa a Lituània, comparable amb la donada a la República Eslovaca. Després d'aproximadament un mes, les organitzacions lituanes de mentalitat més independent van ser dissoltes entre agost i setembre de 1941, quan els alemanys es van apoderar de més control.

## La destrucció de la Lituània jueva

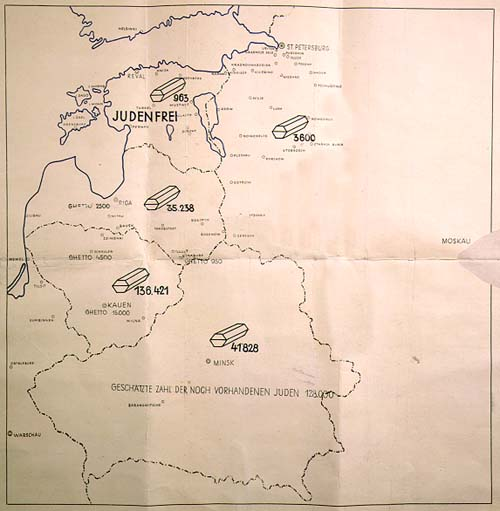
Mapa titulat «Execució de jueus realitzada per l'Einsatzgruppen A» de l'informe de Stahlecker. Marcat com «assumpte secret del Reich», el mapa mostra el nombre de jueus disparat a Reichskommissariat Ostland. D'acord amb aquest mapa el nombre aproximat de jueus assassinats a Lituània és 136.421

### Nombre aproximat de víctimes
Abans de la invasió alemanya, la població de jueus rondava aproximadament els 210.000, encara que d'acord amb les dades del Departament Lituà d'Estadística, a data de l'1 de gener de 1941, hi havia 208.000 jueus. Aquesta estimació, basada en els nombres oficials de l'emigració prèvia a la guerra amb la USSR (aproximadament 8.500), el nombre de fugitius de Kaunas i del gueto de Vílnius, (1.500-2.000), així com el nombre de supervivents als camps de concentració quan van ser alliberats per l'Exèrcit Roig (2.000-3.000), dona com a resultat un nombre de jueus lituans assassinats a l'Holocaust, que es comprèn entre 195.000 i 196.000. És difícil estimar el nombre exacte de les víctimes de l'Holocaust i la xifra total no és final ni indiscutible; les dades que han donat els historiadors difereixen de manera significativa, entre els 165.000 i els 254.000. El nombre més alt inclou probablement els jueus no lituans morts a Lituània.

### Els esdeveniments de l'Holocaust
Cronològicament, el genocidi a Lituània pot dividir-se en tres fases:
- fase 1: des de l'estiu fins al final del 1941
- fase 2: des de desembre de 1941 fins a març de 1943
- fase 3: des d'abril de 1943 fins a la meitat de juliol de 1944.

La ciutat portuària de Klaipeda (Klaipeda|Memel en alemany) havia estat històricament membre de la Lliga Hanseàtica alemanya i va pertànyer a Alemanya i l'est de Prússia abans de 1918.

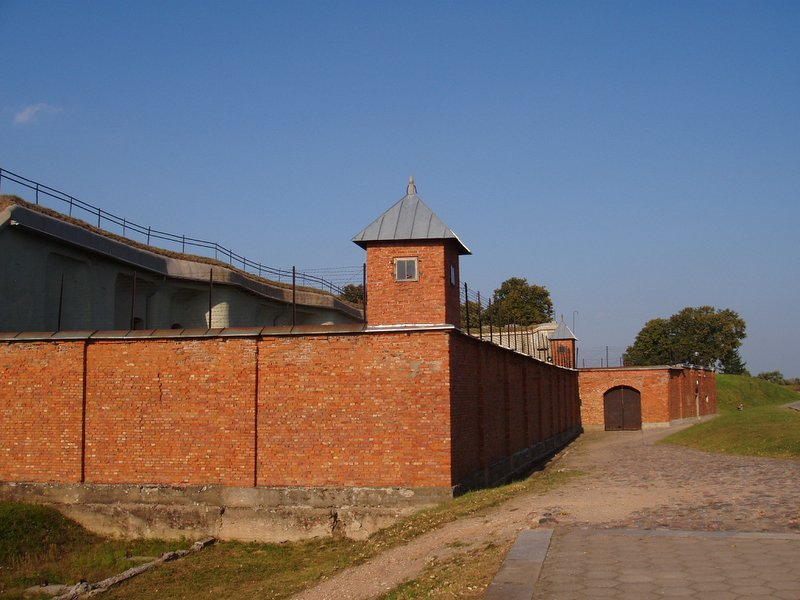
Fort novè, Kaunas

La ciutat era mig autònoma durant el període de la independència lituana i estava sota la supervisió de la Societat de les Nacions. Uns 8.000 jueus vivien a Memel quan va ser absorbida pel Reich el 15 de març de 1939. Els seus habitants jueus van ser expulsats i molts d'ells van fugir de la mateixa Lituània. El 1941, els esquadrons de la mort alemanys, els Einsatzgruppen, van continuar amb l'avenç de les unitats militars alemanyes i van començar immediatament a organitzar l'assassinat de jueus. Molts jueus lituans van morir a la primera fase durant els primers mesos de l'ocupació i abans de finals de 1941. La primera acció reconeguda dels Einsatzgruppen (Einsatzgruppe A) va tenir lloc el 22 de juny de 1941 a la ciutat fronterera de Gargždai (coneguda com a Gorzdt a la llengua jiddisch i Garsden en alemany), que era un dels assentaments jueus més antics del país i que estava situada a tan sols uns 18 quilòmetres de Memel, la ciutat que es va annexionar a Alemanya anteriorment. Aproximadament 800 jueus van ser tirotejats en el dia que es coneix com «the Garsden Massacre». Uns 100 lituans no jueus també van ser executats, molts per intentar ajudar els seus veïns jueus. Al voltant de 80.000 van ser assassinats a l'octubre i uns 175.000 a cap d'any. A la majoria de jueus no se'ls requeria que visquessin en guetos,  ni que se'ls enviés els camps de concentració nazis, que aleshores només estaven en les etapes preliminars de l'operació. En lloc d'això, se'ls disparava en clots a la vora dels seus llocs de residència, cometent així els assassinats en massa, més infames que van tindre lloc al Fort novè, a la vora de Kaunas, i el Bosc de Ponary, a prop de Vílnius. L'any 1942, van sobreviure al voltant d'uns 45.000 jueus, en gran part aquells que van ser enviats als guetos i als camps de concentració. A la segona fase, l'Holocaust es va alentir, ja que els alemanys van decidir utilitzar els jueus per a treballs forçats a Alemanya i així alimentar l'economia de la guerra alemanya. A la tercera fase, se li va donar novament una alta prioritat a l'extermini dels jueus. Va ser en aquesta fase quan es van eliminar els guetos i camps que quedaven.
Dos factors van contribuir a la ràpida destrucció dels jueus a Lituània. El primer d'ells va ser l'important suport que es va donar per part del poble lituà per a la «desjuevadificatció» de Lituània. El segon, el pla alemany per a la prematura colonització de Lituània -que compartia frontera amb la Prússia Oriental alemanya- d'acord amb el Generalplan Ost; d'aquí l'alta prioritat donada a l'exterminació de la relativament petita comunitat jueva.

### Participació dels col·laboradors locals
L'administració Alemanya nazi va dirigir i va recolzar l'assassinat organitzat dels jueus lituans. Les tropes auxiliars locals lituanes del règim d'ocupació nazi van portar a terme logística per a la preparació i l'execució dels assassinats sota la direcció dels nazi. El Brigadeführer de les Schutzstaffel Franz Walter Stahlecker va arribar a Kaunas el 25 de juny de 1941 i va donar discursos d'agitació per promoure l'assassinat dels jueus. Inicialment, es feien a l'antic edifici del Departament de Seguretat de l'Estat, però els oficials es van negar a prendre mesures. Més tard, els va donar en la ciutat. En un informe del 15 d'octubre, Stahlecker va escriure que havien tingut èxit ocultant les accions de la seva unitat d'avantguarda Vorkommando, i es va fer de manera que semblés una iniciativa del poble. Grups de guerillers, unitats civils de nacional-dretanes en contra de l'afiliació antisoviètica, van establir contacte amb els alemanys tan bon punt van entrar als territoris lituans.
Una unitat d'insurrectes sense escrúpols dirigida per Algirdas Klimaitis i animada per alemanys de la Policia de Seguretat, Sicherheitspolizei, i del Servei de Seguretat, Sicherheitsdienst, van iniciar pogroms contra els jueus a Kaunas la nit del 25 al 26 de juny de 1941. Més de mil jueus van morir als següents dies en el qual va ser el primer pogrom de la Lituània ocupada pels nazis.
Diferents fonts aporten diferents xifres, una d'elles 1.500, i l'altra 3.800, amb víctimes addicionals en altres ciutats del país.

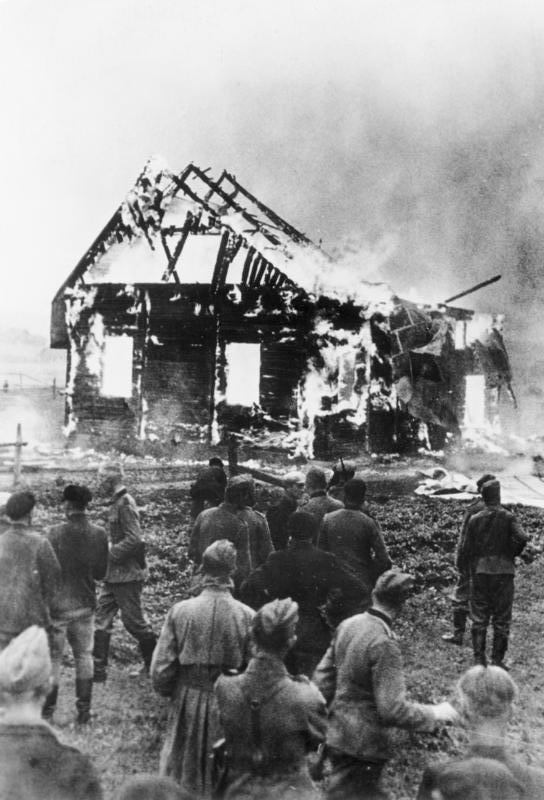
Soldats alemanys i gent local observen una sinagoga lituana cremar-se, 9 de juliol de 1941

El 24 de juny de 1941, la Policia de Seguretat lituana (Lietuvos saugumo policija) es va subordinar a la Policia de Seguretat alemanya i es va crear la Policia Criminal de l'Alemanya nazi, que es veuria involucrada en diverses accions contra els jueus i d'altres enemics del règim nazi. Comandants nazis van presentar informes pretenent que els batallons de la policia lituana superessin el seu «afany». La unitat lituana més coneguda que va participar en l'Holocaust va ser l'escamot lituà Sonderkommando (Ypatingasis būrys) de la zona de Vílnius, on van morir desenes de milers de jueus, polonesos i d'altres en la massacre de Ponary. Una altra organització lituana implicada a l'Holocaust va ser la Guàrdia de Treball lituana. Molts partidaris lituans de les polítiques nazis provenien de l'organització feixista Llop de Ferro. En general, l'administració nacionalista lituana estava interessada en la liquidació dels jueus que es consideraven com a enemics i com possibles rivals dels lituans ètnics i, per tant, no solament no s'oposaven a la política nazi de l'Holocaust sinó que, de fet, la van adoptar com pròpia.

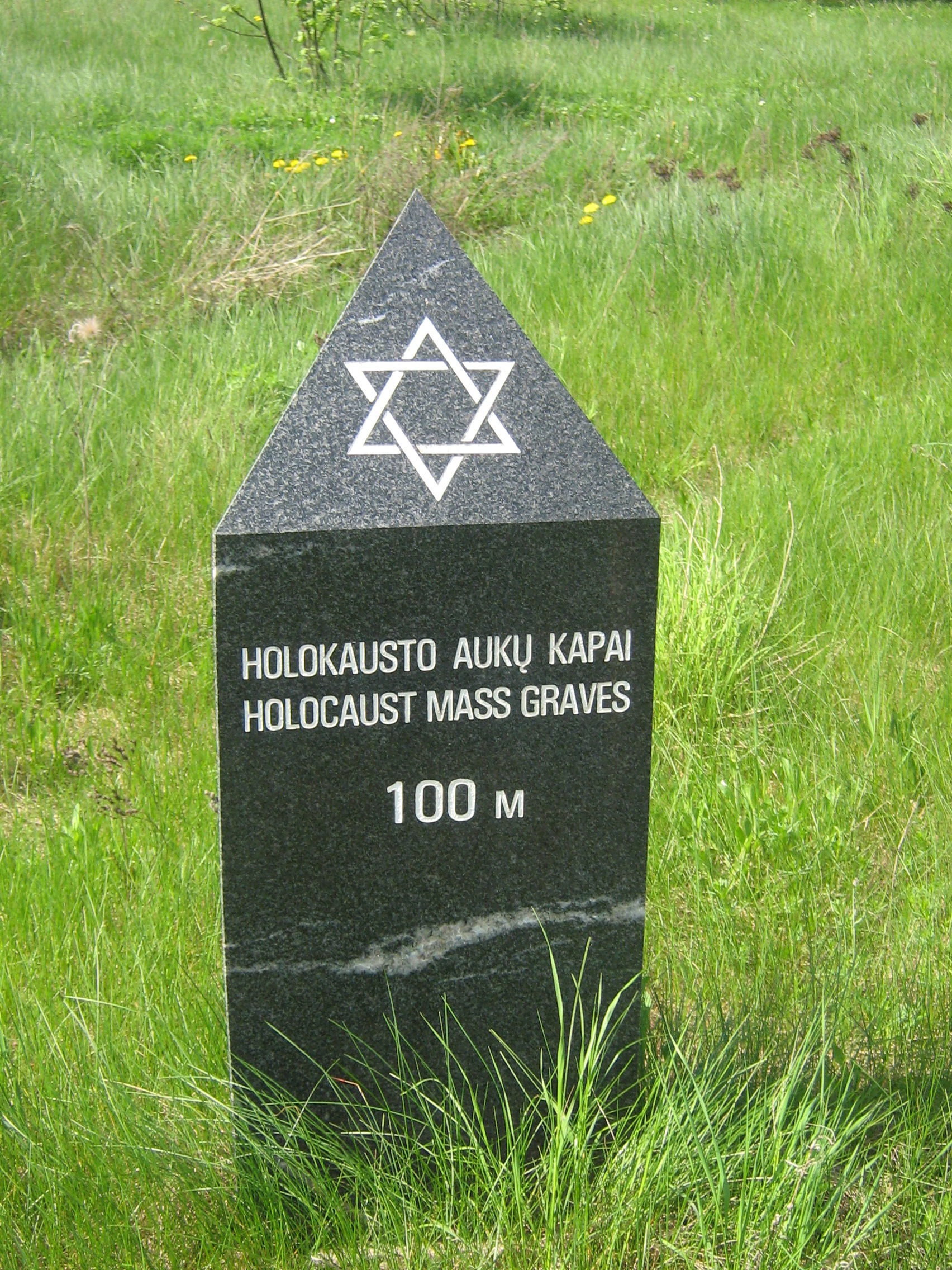
Fosses comunes de l'Holocaust a la vora de la ciutat de Jonava

Una combinació de factors serveix com a explicació per a la participació d'alguns lituans en el genocidi contra els jueus. Aquests factors comprenen les tradicions i valors nacionals, incloent l'antisemitisme, comú a tota l'Europa Central contemporània, i un desig lituà més específic per a un estat nació «pur» lituà amb el qual es creia que la població jueva era incompatible. Hi va haver una sèrie de factors addicionals, com greus problemes econòmics que van conduir a l'assassinat de jueus pels seus béns personals, ja que durant anys Vílnius, pertanyent a Polònia havia crescut molt econòmicament mentre que Lituània s'havia quedat endarrerida dedicada exclusivament a feines rurals. Al final semblava que els jueus recolzaven el règim soviètic a Lituània durant 1940-1941. Durant el període previ a la invasió alemanya, els jueus van ser acusats per quasi totes les desgràcies que havien succeït sobre Lituània.
No tota la població lituana va donar suport als assassinats. D'una població de prop de 3.000.000 habitants (el 80% eren lituans ètnics), alguns milers van prendre part activa als assassinats, mentre que centenars d'ells van arriscar les seves vides refugiant als jueus. Israel ha reconegut 723 lituans com «Justos entre les Nacions» per arriscar les seves vides per salvar els jueus durant l'Holocaust.
A més a més, molts membres de la minoria polonesa a Lituània també van ajudar a protegir els jueus. Els lituans i els polonesos que van arriscar les seves vides per salvar els jueus van ser perseguits i, de vegades, executats pels nazis.

## La comprensió i el record
Alguns historiadors han considerat el genocidi a Lituània com una de les primeres implementacions a gran escala de la Solució Final que va portar alguns estudiosos a expressar l'opinió que l'Holocaust va començar a Lituània a l'estiu de 1941. Altres estudiosos diuen que l'Holocaust va començar al setembre de 1939 amb l'inici de la Segona Guerra Mundial, 23 o també abans, a la Nit dels vidres trencats (Kristallnacht) el 1938,24 o, segons la Jewish Virtual Library («llibreria virtual jueva»), quan Hitler va esdevenir canceller d'Alemanya el 1933.
El govern soviètic, per raons polítiques, va intentar minimitzar el sofriment dels jueus, ja que a Lituània i en tota la Unió Soviètica es van construir memorials que no esmentaven els jueus en particular, sinó que commemoraven el sofriment dels «habitants locals». La gent culpable de crims contra els jueus i de col·laborar amb els nazis no va ser durament castigada.
Des que Lituània va recuperar la seva independència de la Unió Soviètica en 1991, el debat sobre la participació de Lituània a l'Holocaust ha estat ple de dificultats. Els nacionalistes moderns lituans destaquen la resistència antisoviètica, però alguns partidaris lituans en contra de l'ocupació soviètica van ser col·laboradors dels nazis, els quals havien cooperat en l'assassinat dels jueus lituans. El govern lituà postsoviètic ha manifestat algunes vegades el compromís de commemorar l'Holocaust, la lluita contra l'antisemitisme, i de portar davant la justícia els criminals de guerra de l'era nazi. La Conferència Nacional dels jueus soviètics (NCSJ) va declarar que «Lituània ha fet progressos lents però significatius en el judici de presumptes col·laboradors lituans al genocidi nazi». Lituània va ser el primer dels nous estats independents postsoviètics en legislar per a la protecció i la senyalització dels llocs relacionats amb l'Holocaust. El 1995, el president de Lituània, Algirdas Brazauskas en parlar davant la Knéset israelià, va oferir una disculpa pública al poble jueu per la participació de Lituània a l'Holocaust.
El 20 de setembre de 2001, per commemorar el 60 aniversari de l'Holocaust a Lituània, el Seimas va celebrar una reunió en què Alfonsas Eidintas, l'historiador designat com a pròxim ambaixador de la República de Lituània a Israel, va pronunciar un discurs considerant l'anihilació de jueus a Lituània.
L'any 2001 Efraim Zuroff director del Centre Simon Wiesenthal, va criticar al govern lituà per la seva falta de voluntat a l'hora de processar els lituans implicats a l'Holocaust. El 2002, el Centre Simon Wiesenthal va manifestar la seva insatisfacció amb els esforços del govern lituà i va llançar la controvertida «Operació última oportunitat» que ofereix recompenses monetàries per a aquells que aportin proves que permetin l'enjudiciament de criminals de guerra. Aquesta campanya ha comptat amb una gran oposició per part de Lituània i d'altres països de l'antic Bloc de l'Est. Recentment, el 2008, el Centre Simon Weisenthal, que havia classificat inicialment a Lituània com un dels països pioners durant els processos per portar els criminals de guerra de Lituània a la justícia, va assenyalar en el seu informe anual la falta de progrés i d'un veritable càstig als autors de l'Holocaust per part dels òrgans de la justícia lituana.
Hi ha hagut un debat limitat sobre el lloc de l'Holocaust en la memòria nacional de Lituània. Històricament, els lituans han negat la participació nacional a l'Holocaust o han etiquetat d'«elements marginals extrems» als participants lituans al genocidi, malgrat les proves clares que molts centenars o uns pocs milers de lituans van participar voluntàriament a nivell personal i oficial. Els records d'aquella època i la discussió sobre els esdeveniments en la historiografia de jueus i lituans és molt diferent, malgrat la millora de la historiografia lituana en les dues últimes dècades –en comparació amb la historiografia soviètica–. Aquesta millora ha estat possible gràcies als treballs d'estudiosos com Alfonsas Eidintas, Valentinas Brandišauskas i Arūnas Bubnys, entre d'altres, i a una anàlisi positiva de la historiografia lituana realitzada per historiadors occidentals i jueus. Avui dia, la qüestió continua sent polèmica; segons els historiadors lituans, els assumptes conflictius involucren el paper del Front Activista lituà, del govern provisional de Lituània i de civils i voluntaris lituans a l'Holocaust.